# Cicle literari
Un cicle literari és un conjunt d'obres que comparteixen ambientació, personatges i que sovint completen un relat comú. Es diferencien de les sagues o trilogies en el fet del caràcter independent de les històries o poemes, tot i que molts autors tinguin consciència de pertinença al cicle i elaborin conscientment continuacions, ampliacions d'episodis o versions del que conté el fil principal. Per tant, les sagues poden estar compreses dins dels cicles però no sempre un cicle té un caràcter de saga.
Alguns exemples de cicles literaris cèlebres són:
- el cicle èpic sobre la guerra de Troia
- les anomenades matèries medievals, com la matèria de Bretanya
- les novel·les de La Comèdia humana de Balzac
- l'Henriada o obres històriques de Shakespeare
- els tres cicles generacionals de la mitologia irlandesa
- les aventures de la guineu Renart
- les òperes de Der Ring des Nibelungen